# Liste d'objets du Système solaire situés à un point de Lagrange

Un schéma montrant la position des cinq points de Lagrange d'un système à deux corps.

Voici une liste d'objets (astéroïdes, sondes spatiales, etc.) du Système solaire qui ont occupé, occupent ou devraient occuper l'un des cinq points de Lagrange d'un système de deux objets célestes.
Les points L4 et L5, de par leur stabilité, peuvent naturellement attirer ou maintenir longtemps des objets. Les points L1, L2 et L3, étant instables, ne peuvent pas forcément maintenir longtemps des objets, mais peuvent être utilisés par des missions spatiales, avec des corrections d’orbite.

## Soleil - Terre

### L1
Le point de Lagrange L1 est situé à environ 1 500 000 km de la Terre en direction du Soleil.
- Anciennes sondes :
  - ISEE 3 (ICE) ;
  - Genesis ;
  - WIND ;
  - LISA Pathfinder.

- Sondes actuelles :
  - SoHO ;
  - Advanced Composition Explorer ;
  - Deep Space Climate Observatory.

- Sondes futures :
  - KuaFu-A (abandonné) ;
  - NEO Surveyor.

### L2
Le point de Lagrange L2 est situé à environ 1 500 000 km de la Terre dans la direction opposée au Soleil.
- Anciennes sondes :
  - Wilkinson Microwave Anisotropy Probe (WMAP) ;
  - Herschel ;
  - Planck ;
  - Gaia.

- Sondes actuelles :
  - James Webb Space Telescope (JWST, anciennement nommé Next Generation Space Telescope ou NGST) ;
  - Euclid.

- Sondes futures :
  - PLATO ;
  - Earth Two.

- Sondes annulées :
  - Darwin ;
  - Eddington.

### L3
Le point de Lagrange L3 est situé de l'autre côté du Soleil par rapport à la Terre, légèrement au-delà de l'orbite terrestre. Caché par le Soleil, il est inobservable depuis la Terre. Actuellement, on ne connaît aucun objet situé à cette position.

### L4
Le point de Lagrange L4 est situé sur l'orbite terrestre, en avance de 60° par rapport à la Terre.
- (614689) 2020 XL5
- (706765) 2010 TK7[1]

### L5
Le point de Lagrange L5 est situé sur l'orbite terrestre, en retard de 60° par rapport à la Terre. Il semble abriter des nuages de poussières[réf. nécessaire].

### Par le passé
Si on accepte l'hypothèse de formation de la Lune après collision entre la proto-Terre et un objet appelé par convention Théia, le plus probable est que Théia se trouvait en L4 ou en L5. Une telle position lui aurait permis d'avoir une position stable pour accumuler de la masse, jusqu'à ce que l'effet de la gravité des autres planètes déloge Théia de cette position stable, provoquant la collision.

## Terre -Lune

### L2
- Le satellite relais chinois Queqiao

### L4
- Possibles nuages de Kordylewski[3].

### L5
- Possibles nuages de Kordylewski

## Soleil -Mars

### L4(1)
- (121514) 1999 UJ7

### L5(8)
- La famille d'Eurêka (7 des 8 membres) : (5261) Eurêka, (311999) 2007 NS2, (385250) 2001 DH47, (816688) 2011 SC191, 2011 SL25, 2011 UN63 et 2011 UB256
- (101429) 1998 VF31

## Soleil -Jupiter

### L4
- Astéroïdes troyens (camp grec), dont :
  - (588) Achille ;
  - (659) Nestor ;
  - (911) Agamemnon ;
  - (1143) Odyssée.

### L5
- Astéroïdes troyens (camp troyen)

## Saturne-Téthys

### L4
- Télesto

### L5
- Calypso

## Saturne -Dioné

### L4
- Hélène

### L5
- Pollux

## Soleil -Uranus

### L4
- 2011 QF99

## Soleil -Neptune

### L4
- 2001 QR322
- (385571) Otréré
- 2005 TN53
- (385695) 2005 TO74
- 2006 RJ103
- 2007 VL305

Source : Minor Planet Center.

### L5
- 2008 LC18
- 2004 KV18
- 2011 HM102

Source : Minor Planet Center.